# Парк імені І. Гегельського
Парк імені І. Гегельського  (раніше - Парк ім. Леніна) — парк-пам'ятка садово-паркового мистецтва загальнодержавного значення, розташований на території м. Хмільник Вінницької області.

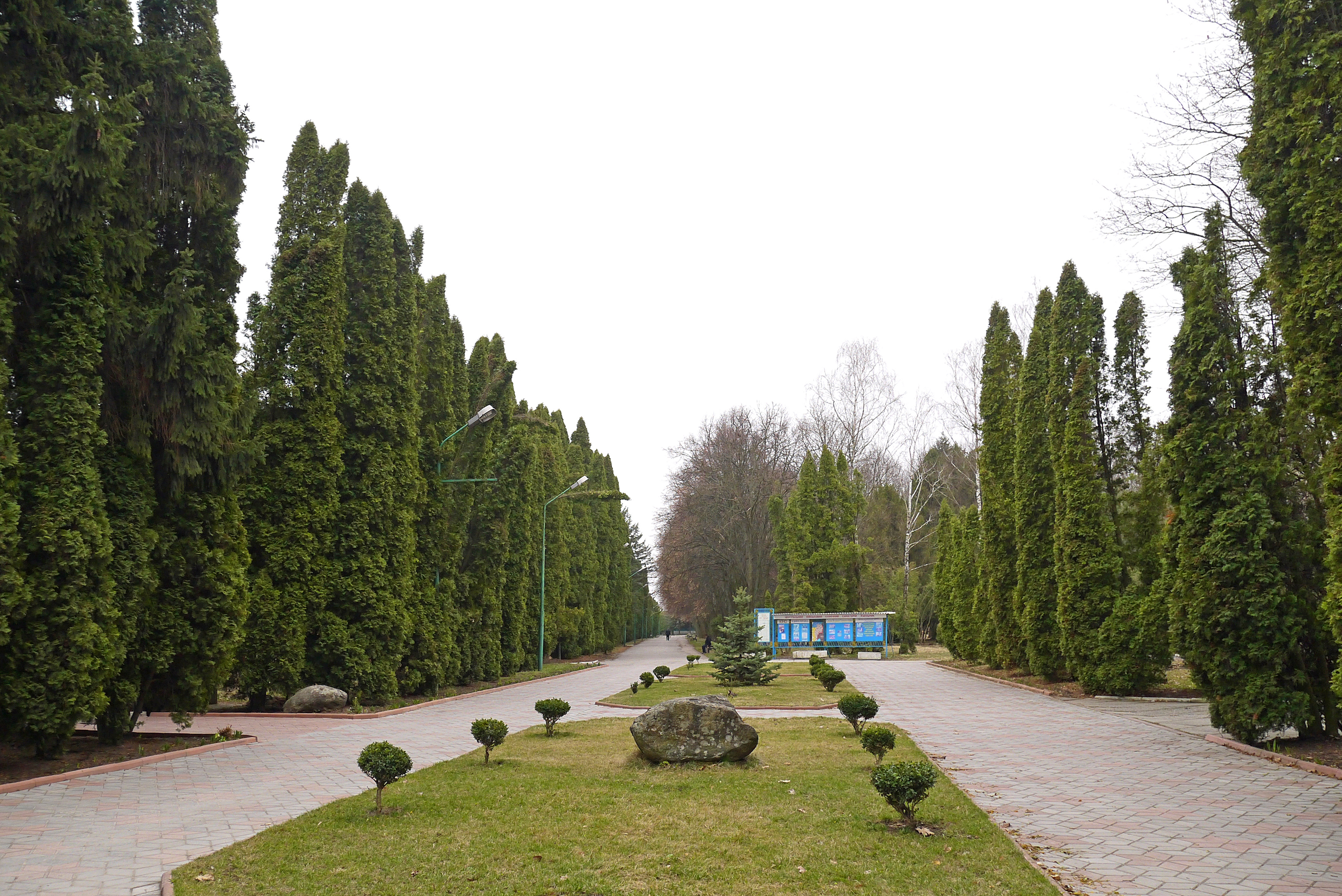

Оголошений відповідно до Постанови Держкомприроди УРСР від 30.08.1990 р. № 18. Охороняється визначний дендрологічний парк, де зростає 120 видів форм дерев: сосна веймутова, липа африканська, дуб червоний, туя і ряд інших.
9 жовтня 2020 року на засіданні Кабміну ухвалено рішення щодо погодження перейменування об'єкту на парк імені Гегельського. 